# Стили кино
Стили кино — узнаваемые техники съемки, используемые кинорежиссерами для того, чтобы добавить особенные детали или значения в свою работу. Это может включать все аспекты кинопроизводства: звук, мизансцену, диалоги, кинематограф, монтаж или социальную установку.

## Стиль и Режиссер
Каждый режиссер имеет свой характерный стиль, отличающийся от стиля других режиссеров, как и любой автор, имеет свой фирменный стиль письма. Увидеть различия между стилями кинорежиссеров можно благодаря анализу их техник работы над картиной.
Существует довольно много технических возможностей, которые можно использовать для съемок, но ни один фильм не может содержать в себе сразу все техники. Исторические обстоятельства ограничивают выбор режиссера. На протяжении эры немого кино режиссеры не могли использовать синхронизированный диалог, пока звук не стал возможным в конце 1920-х. Фильмы, созданные до 1950-ч годов, должны были быть черно-белыми, сейчас же режиссер может выбирать — делать фильм цветным или черно-белым.
Сейчас режиссер должен выбирать из большого количества техник, какие использовать, а какие — нет. Один из наиболее заметных способов установки стиля фильма является мизансцена, или что появляется на экране. Свет, костюмы, реквизит, движения камеры и фон — всё это части мизансцены. На основе одного сценария можно создать бесчисленное количество фильмов, просто изменяя мизансцену. Регулировка этих техник способна как создавать новые значения, так и подчеркивать сходства повествования. Многие режиссеры используют обобщенные стили съемок, чтобы отразить историю.

## Стиль и аудитория
Большинство фильмов соответствуют стилю Классического Голливудского кинематографа, который имеет набор указаний для фильмов. История в этом стиле излагается в хронологическом порядке относительно причинно-следственных связей. Основной принцип этого стиля — последовательный монтаж, в котором редактирование, камера и звук должны быть "невидимыми" для зрителя. Другими словами, к этим элементам не стоит привлекать внимание.
Пока многие фильмы следуют этим указаниям, другие игнорируют их и заостряют свое внимание на техниках. Фильмы нарушают стандартные правила съемки, чтобы создавать новые стили или привлечь внимание к определенным методам.
Именно режиссер решает, чему быть в кадре, а чему — нет. Он руководит взглядом зрителя и его вниманием. Хотя аудитория не всегда может осознанно различить стиль фильма, он все равно влияет на опыт зрителя и его восприятие фильма.
Когда человек идет в кино, у него уже есть некоторые ожидания на счет фильма. Основываясь на предыдущем опыте просмотра картин, зрители ожидают особых техник, присущих данному стилю. Например, после общего плана должен идти более детальный. Если герой идет вдоль сцены, значит камера или сделает панораму, или последует за героем. Зрители ожидают взаимодействия с фильмом, что они станут частью картины, а не просто будут наблюдать за сменой кадров. Эти ожидания выходят как из реального, так и из кино-опыта. Зрители ожидают, что фильм будет выглядеть как реальная жизнь и снят в рамках определенного стиля. Классический Голливудский кинематограф и другие стили кино помогают аудитории определиться в своих ожиданиях.

## Разница между жанром и стилем кино
Стиль кино отличается от жанра, который классифицирует фильмы, основываясь на сходстве в структуре их повествования. К примеру, Вестерны повествуют о Диком Западе, романтические истории — о любви и т.д. Стили кино классифицируют, основываясь на техниках, используемых для создания фильмов, таких как кинематография или освещение. Два фильма могут быть схожи по жанру, но совершенно отличаться по стилю. Например, День Независимости и Монстро — научно-популярные боевики о возможном конце Света. Однако сняты они совершенно по-разному. В Монстро на протяжении всего фильма используется портативная камера. Фильмы одного жанра не обязательно должны быть одинаковы по стилю. Следовательно, жанр и стиль кино — совершенно разные понятия.

## Групповой стиль
Стиль фильма может описывать техники, используемые не только конкретными кинематографистами, но и группами режиссеров из отдельного региона или временного промежутка. Например, групповой стиль может включать такие стили как Немецкий Экспрессионизм, Итальянский Неореализм, Советский Монтаж и Французскую новую волну.

## Типы стилей кино
- Нуар
- Немецкий Экспрессионизм
- Итальянский Неореализм
- Артхаус